# Christoph Gottwald
Christoph Gottwald (ur. 1 lipca 1636 w Gdańsku, zm. 1 stycznia 1700 tamże) – gdański lekarz, przyrodnik, grawer i kolekcjoner, twórca Musaeum Gottwaldianum – najbardziej znanej i największej kunstkamery w Gdańsku w II połowie XVII wieku.
Christoph Gottwald był synem kupca Christopha oraz Susanny z domu von Bodeck. Odebrał wykształcenie domowe, w latach 1649–1650 przebywał w Toruniu celem nauki języka polskiego, później uczęszczał do gimnazjum w swoim rodzinnym mieście, po czym zaczął uczyć się medycyny u gdańskich lekarzy, m.in. u Lorenza Eichstaedta. W 1657 r. wyjechał z Gdańska na studia medyczne na Uniwersytet Strasburski
, kontynuując je od 1660 na Uniwersytecie w Lejdzie, gdzie został uczniem Sylviusa i w 1662 uzyskał stopień doktora. W trakcie nauki Gottwald odbył szereg podróży po krajach niemieckich, a także odwiedził Anglię. Po uzyskaniu doktoratu w drugiej połowie 1662 i w 1663 podróżował po Włoszech i Francji. W 1664 powrócił do Gdańska, otwierając tam praktykę lekarską, którą prowadził do końca życia. Jednocześnie od 1664 zaczął tworzyć Kunstkamerę, w której gromadził głównie obiekty geologiczne: minerały, skały, skamieniałości i duży zbiór bursztynów oraz wyroby z tych grup, oprócz tego w jej obrębie stworzył kolekcje zoologiczną, botaniczną, medyczną i zbiór różnych dzieł sztuki. Gottwald prowadził także badania zoologiczne, pisząc trzy prace: o żółwiach, bobrach i bezkręgowcach posiadających muszlę lub pancerz. Rozprawy te wydano pośmiertnie w Norymberdze, pierwszą z nich w 1781, a pozostałe w 1782.
Christoph Gottwald zajmował się również miedziorytnictwem. W trakcie nauki w gimnazjum uczył się rysowania pod okiem prywatnego nauczyciela Samuela Niedenthala, a niezależnie od studiów medycznych w Gdańsku, przez krótki czas pobierał wówczas także lekcje grawerstwa. Na tej podstawie rozwijał później w Strasburgu i Lejdzie umiejętności rytownicze, ucząc się samodzielnie nie tylko rycia w miedzi, ale i rytowania w kamieniu oraz rzeźby w kości słoniowej. Umiejętności artystyczne wykorzystał w związku ze studiowaną medycyną sporządzając szereg rysunków i miedziorytów anatomicznych, ale wykonywał także różne dzieła sztuki, które weszły w skład kolekcji sztuki wielu niemieckich wielmożów. Po założeniu swojej kunstkamery stworzył liczne miedzioryty ilustrujące jego zbiory. Pośmiertnie część tych prac wydał w Gdańsku w 1714 Johann Philipp Breyne w postaci albumu miedziorytów anatomicznych oraz drugiego albumu z miedziorytami bezkręgowców posiadających muszlę lub pancerz .
W 1667 zawarł związek małżeński z Constantiną z domu Hecker. Był ojcem dziewięciorga dzieci, w tym Johanna Christopha, który również został lekarzem i kontynuował rozbudowę kunstkamery. Od 1693 piastował stanowisko lekarza miejskiego. Udzielał się także politycznie i naukowo, m.in. w 1698 r. został przyjęty do towarzystwa naukowego Academia Naturae Curiosorum.
Christoph Gottwald spoczął w bazylice mariackiej.